# Europsko prvenstvo u košarci za žene – Češka 1995.
Europsko prvenstvo u košarci za žene 1995. godine održalo se u Češkoj 1995. godine.